# تپه نقاره‌خانه سردره
تپه نقاره خانه سردره مربوط به دوره اشکانیان دوره ساسانیان است و در شهرستان بروجرد، بخش مرکزی، دهستان دره صیدی، ۴۰۰ متری غرب روستای سردره سرینجه واقع شده و این اثر در تاریخ ۲۸ اسفند ۱۳۸۵ با شمارهٔ ثبت ۱۸۳۶۲ به‌عنوان یکی از آثار ملی ایران به ثبت رسیده است.